# Smrečník
Smrečník (1 249,2 m. n.p.m.) – szczyt w Górach Kremnickich. Znajduje się on na południe od centralnej części gór, niedaleko od głównego grzbietu i oznakowanych szlaków, na zachód od góry Velestúr. Na szczycie góry znajduje się kapiszcze poświęcone Perunowi.

## Dojście
- przez las wzdłuż zbocza Velestúra